# Буксхайм (Алльгой)
Буксхайм (нем. Buxheim) — община в Германии, в земле Бавария.
Подчиняется административному округу Швабия. Входит в состав района Нижний Алльгой. Население составляет 3068 человек (на 31 декабря 2010 года). Занимает площадь 10,25 км².